# عشق در بعدازظهر (فیلم ۱۹۵۷)
عشق در بعدازظهر (انگلیسی: Love in the Afternoon) فیلمی در ژانر کمدی رمانتیک به نویسندگی تهیه کنندگی و  کارگردانی بیلی وایلدر ، و با بازی گری کوپر و آدری هپبورن محصول سال ۱۹۵۷ آمریکا است .
بیلی وایلدر و آی ای ال دایموند فیلمنامه این اثر را از رمان آریان ، دختر روسی نوشته کلود آنه اقتباس کرده اند.
وایلدر در این فیلم بیشتر تحت تاثیر لوبیچ  بوده است.

## خلاصه داستان
آرین ( آدری هپبورن) دختری جوانی است که همراه پدر کاراگاهش ( موریس شوالیه) زندگی می کند و درباره یکی از پرونده های او کنجکاو شده است که...

## بازیگران
آدری هپبورن ، آریان چاواز 
گری کوپر ، فرانک فلانگان 
موریس شوالیه ، کلود چاواز 
ون دود  ، میشل
جان مک‌گیور ، آقای ؟
کوپر به عنوان کسی که به آرامی صحبت می کند و ضربه بزرگی به همراه داشت، برای این نقش کمدی، رمانتیک و در عین حال جدی بسیار مناسب بود.

## جوایز

### پانزدهمین مراسم گلدن گلوب
نامزد جایزه گلدن گلوب بهترین فیلم موزیکال یا کمدی
نامزد جایزه گلدن گلوب بهترین بازیگر زن - فیلم موزیکال یا کمدی ، آدری هپبورن
نامزد جایزه گلدن گلوب بهترین بازیگر مرد فیلم موزیکال یا کمدی ، موریس شوالیه

### انجمن نویسندگان آمریکا1958
برنده جایزه نویسندگان آمریکا ، بیلی وایلدر 